# Благоевград (община)
Благоевград (болг. Община Благоевград) — община в Болгарии. Входит в состав Благоевградской области. Население составляет 77 441 человек (по состоянию на 1 февраля 2011 года).
Кмет (мэр) общины Благоевград — Атанас Камбитов (ГЕРБ) по результатам выборов.

## Состав общины
В состав общины входят следующие населённые пункты:
1. Бело-Поле
2. Бистрица
3. Благоевград
4. Бучино
5. Болгарчево
6. Габрово
7. Горно-Хырсово
8. Дебочица
9. Делвино
10. Дренково
11. Дыбрава
12. Еленово
13. Зелендол
14. Изгрев
15. Клисура
16. Лешко
17. Лисия
18. Логодаж
19. Марулево
20. Моштанец
21. Обел
22. Падеш
23. Покровник
24. Рилци
25. Селиште
26. Церово